# Килиите
 Тази статия е за вилната зона в София, България.  За местността в Самоков вижте Черният кос.  
„Килиите“ е квартал на град София, България, разположен в район „Витоша“, на 9,3 километра югозападно от центъра на града.
Разположен е южно от улица „Академик Михаил Арнаудов“ и граничи с квартал „Княжево“ на север и изток, а в другите посоки е ограден от невключени в квартали части на планината Витоша.